# Bandera de Cozuelos de Fuentidueña
La bandera de Cozuelos de Fuentidueña es el símbolo más importante de Cozuelos de Fuentidueña, municipio de la provincia de Segovia, comunidad autónoma de Castilla y León, en España. 

## Descripción
La bandera de Cozuelos de Fuentidueña fue oficializada el 13 de noviembre de 2005, y su descripción heráldica es:

«Bandera rectangular de proporciones 2:3, formada por dos franjas verticales iguales, rojo al asta y blanco al batiente, con un pino arrancado del uno al otro.»
Boletín Oficial de Castilla y León nº 36/2006